# Gymnázium a střední odborná škola zdravotnická a ekonomická Vyškov
Gymnázium a střední odborná škola zdravotnická a ekonomická Vyškov je střední všeobecně vzdělávací škola sídlící v jihomoravském městě Vyškov. Škola disponuje kompletním studijně-odpočinkovým vybavením pro žáky (knihovna, jídelna, školní bufet, studentský klub). Studenti ve spolupráci se školou vydávají školní časopis Šach.

## Historie

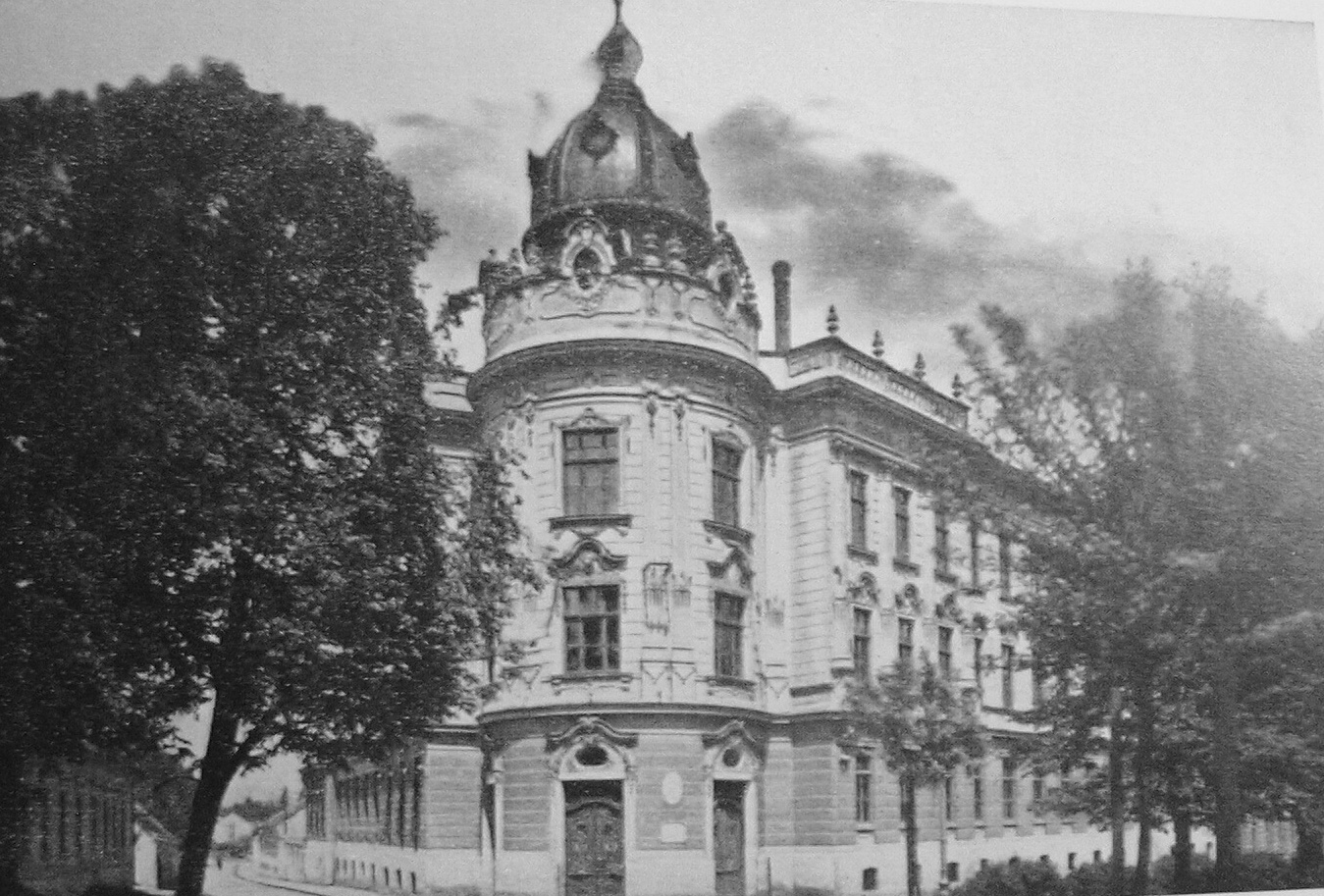
Gymnázium Vyškov 1930

Usnesení o založení reálného gymnázia ve Vyškově bylo přijato 28. listopadu 1896. Přípravné práce byly započaty vytvořením gymnazijní matice ustavené za předsednictví JUDr. Ctibora Helceleta 8. prosince 1897. Starostou matice byl zvolen MUDr. Jan Venhuda, jednatelem JUDr. Václav Skřivánek a zapisovatelem učitel Leopold Rozsypal. Obecní výbor se usnesl 3. července 1901 postavit pro novou školu novou budovu.
Základní kámen byl položen 30. července 1901 a celá stavba byla dokončena 15. července 1902. Celý projekt tehdy stál 335 069 korun. Autorem projektu a stavitelem byl olomoucký architekt Václav Wittner. Výuka v budově byla zahájena školním rokem 1903–1904.
Do státní správy bylo gymnázium převedeno 9. února 1910. Prvním ředitelem školy byl od založení až do počátku školního roku 1930/31 František Teplý. Ústav řídil dlouhých 31 let. První maturitní zkoušky se konaly ve školním roce 1906/1907.
V roce 2012 došlo od 1. července ke sloučení Gymnázia Vyškov a Střední zemědělské školy (SŠZZE). Nová škola měla název Gymnázium a Střední odborná škola zdravotnická a zemědělsko-ekonomická Vyškov.
Rok poté, od 1. září 2013, došlo ke sloučení se střední zdravotnickou školou a ke změně názvu a adresy školy na Gymnázium a Střední odborná škola zdravotnická a ekonomická Vyškov s adresou Komenského 16/5, 682 01 Vyškov. K další drobné změně názvu došlo od 1. září 2024, škola se tedy jmenuje Gymnázium a střední odborná škola zdravotnická a ekonomická Vyškov.

## Česká průmyslová výstava 1902
V létě roku 1902 se budova školy stala středem areálu České hospodářské, průmyslové a národopisné výstavy, na které vystavovalo na 750 firem, spolků a podniků. Výstavu navštívilo více než 71 000 platících návštěvníků. Architekt Wittner v rámci výstavy za výstavbu budovy gymnázia získal Čestnou cenu c. k. ministerstva obchodu.

## Ředitelé
- František Teplý – ředitel 1899–1930
- František Fišer – ředitel 1930–1940
- Arnold Budík – zatímní správce 1940–1941
- Josef Večerka – zatímní správce 1941–1942
- Antonín Sedlmajer – zatímní správce 1942–1943
- Antonín Procházka – zatímní správce 1943–1945
- Vojtěch Procházka – zatímní správce 1945–1946
- Karel Měřinský – in memoriam 1946
- Jan Machovec – in memoriam 1946
- Josef Večerka – ředitel 1946–1953
- Oldřich Špidla – ředitel 1953–1954
- Veleslav Lang – ředitel 1954–1958
- Josef Skácel – ředitel 1958–1963
- Jiří Hanslian – zat. správce 1963–1964
- Zdeněk Martinek – ředitel 1964–1971
- RNDr. Petr Španěl – ředitel 1971–1990
- RNDr. František Čámský – ředitel 1990–1993
- PaedDr. Ivan Pokorný – ředitel 1993–2007
- Mgr. Jiří Zlatník – ředitel 2008–2009
- RNDr. Václav Klement – ředitel 2010–dosud